# Olivia Bonamy
Olivia Bonamy (Parigi, 21 settembre 1972) è un'attrice francese.

## Biografia
Attrice teatrale, debutta al cinema nel 1995 in Le petit garçon.

## Filmografia parziale
- Ospiti pericolosi (Le petit garçon) (1995)
- Sulle mie labbra (Sur mes lèvres) (2001)
- Bloody Mallory (2002)
- Them - Loro sono là fuori (Ils) (2006)
- L'ultima missione (MR 73), regia di Olivier Marchal (2008)

## Doppiatrici italiane
- Laura Latini in Sulle mie labbra
- Laura Boccanera in Bloody Mallory
- Chiara Colizzi in Them - Loro sono là fuori
- Ilaria Stagni in L'ultima missione